# Thalpomys cerradensis
Thalpomys cerradensis là một loài động vật có vú trong họ Cricetidae, bộ Gặm nhấm. Loài này được Hershkovitz mô tả năm 1990.